# Morgan Pearson
Morgan Pearson (født 22. september 1993) er en amerikansk triatlet.
Han repræsenterede USA ved sommer-OL 2020 i Tokyo, hvor han vandt sølv i mixed stafet.
Han sluttede på en 31. plads i mændenes triatlon ved sommer-OL 2024 i Paris, og vandt en sølvmedalje for USA i mixed stafet sammen med Seth Rider, Taylor Spivey og Taylor Knibb.